# 孤篷庵
孤篷庵（こほうあん）は、京都府京都市北区紫野にある臨済宗の寺院。臨済宗大徳寺派大本山大徳寺の塔頭である。他の塔頭群とは離れた、大徳寺境域の西端に位置する。庵号の「孤篷」は「一艘の苫舟」の意で、小堀政一（遠州）が師事した春屋宗園から授かった号である。非公開だが、数年に1回は10日間程度の特別公開がある。

## 歴史
慶長17年（1612年）に、黒田長政が創建した大徳寺塔頭、龍光院内に小堀遠州が江月宗玩を開祖として庵を建立。寛永20年（1643年）に現在地に移し、江雲宗龍（遠州の実子）が継いだ。その後、寛政5年（1793年）の火災により焼失するが、遠州を崇敬した大名茶人で松江藩主の松平治郷（不昧）が古図に基づき再建した。現住は19世小堀亮敬。

## 建造物

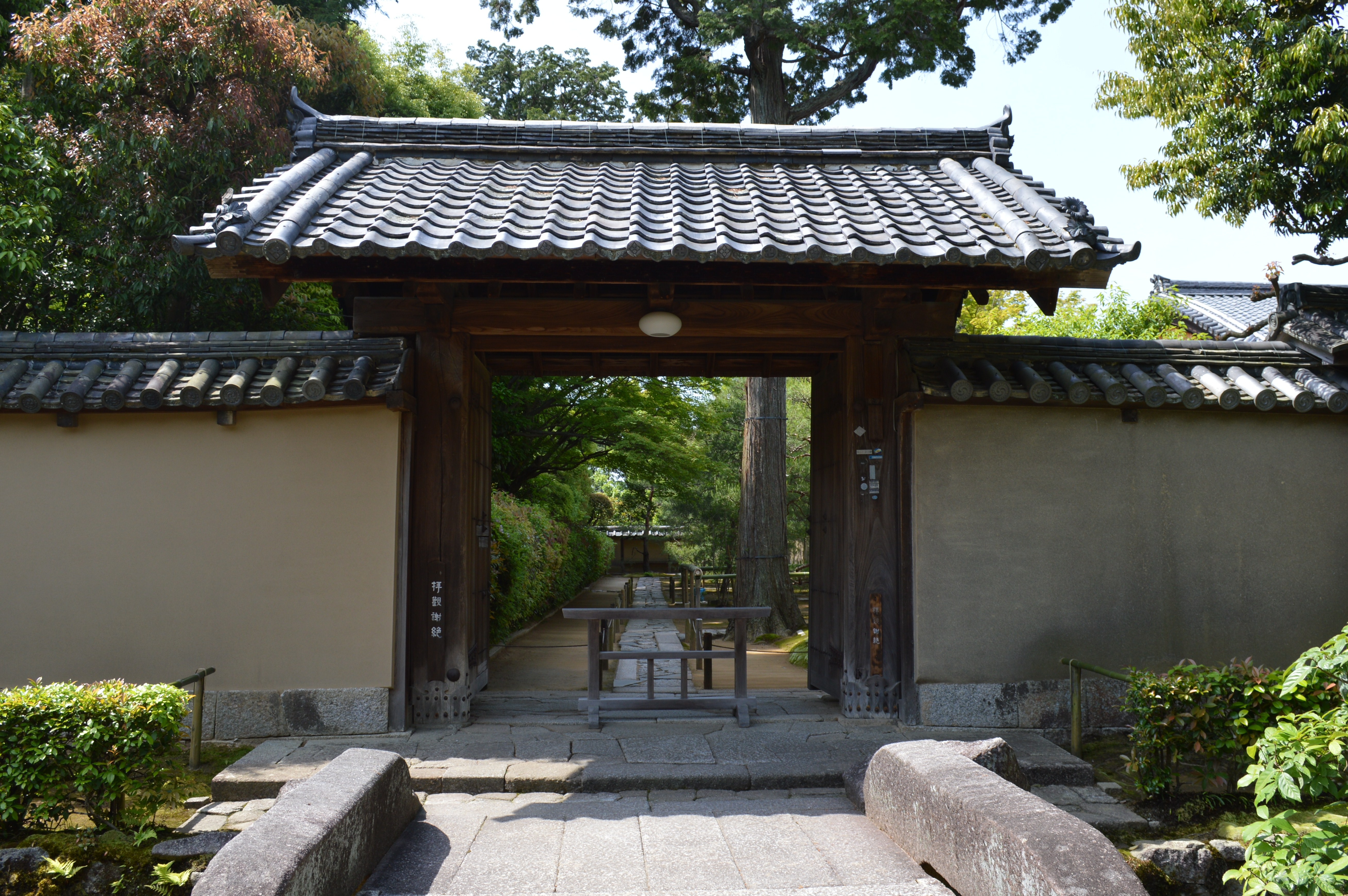
山門

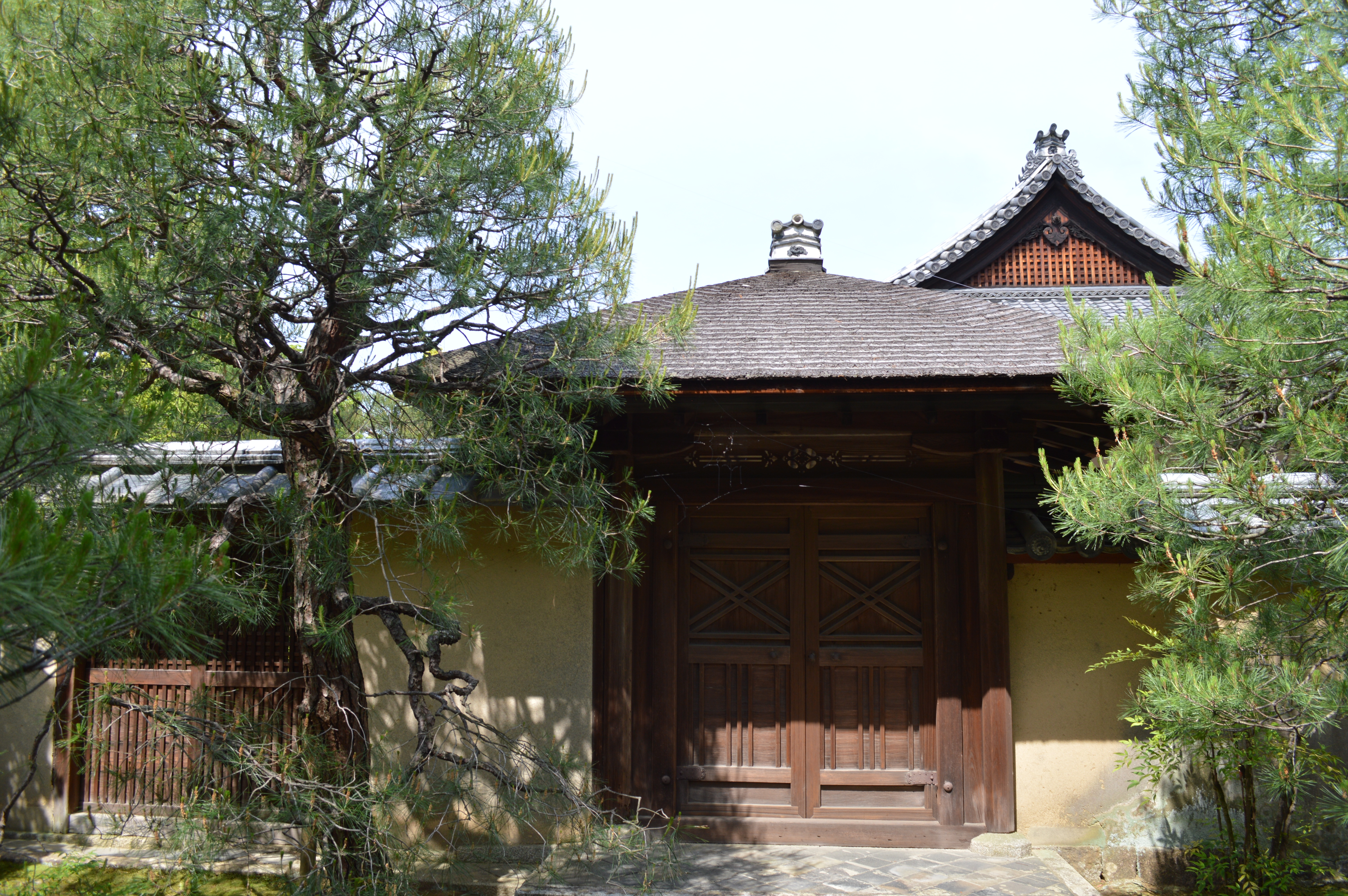

### 方丈
重要文化財。「本堂」とも称する。入母屋造、瓦葺き。寛政5年（1793年）の火災による焼失後、寛政9年（1797年）に雲林院客殿を移築したものである。

#### 茶室・忘筌
重要文化財。方丈（本堂）の北西に接する。九畳（手前座一畳を含む）と三畳の相伴席（しょうばんせき）からなる十二畳の広間の茶席で、手前座に続けて一間幅の床（とこ）を設ける。炉は四畳半切とするが、古図では台目切になっている。面取角柱、長押、張付壁など、書院造を基本とするが、床脇の手前座左の壁は腰に明かり障子を嵌め込み、草庵風の意匠も取り入れている。天井は板の木目が浮き出た「砂摺り天井」と称するものである。松平不昧による再建とは言え、焼失前の古図から忠実に再現された小堀遠州好みの茶室である。
忘筌（ぼうせん）とは荘子の「魚ヲ得テ筌ヲ忘ル」という句からとったものといわれる。「筌」とは魚をとるための道具で、前述の句は「目的を達すれば道具の存在を忘れる」という意味であり、禅の悟りの境地と結び付けられている。
庭園に面した西側には広縁と落縁があり、幅2間の中敷居を設け、上半を明かり障子、下半を吹き放しとしにじりに代わる席入りの口としている。あたかも舟屋の入り口のようなこの吹き放しは「舟入の構成」とも称され、露地を眺める際の額縁のような役割も果たしている。基本を書院の茶室に置きながら草庵茶室の根本であるにじり口からの席入りの法を見事に取り入れた遠州の手腕は高く評価されなければならない。下部の吹き放しからは「露結（ろけつ）」と刻まれた蹲（つくばい）が見える。「露結」とは「露結耳」の略ですなわち兎を意味し、先の忘筌の対句としての「兎を捕えてワナを忘る」を由来としている。。

### 書院・直入軒と茶室・山雲床
重要文化財。茶室忘筌の北西側に鍵の手に接続する、直入軒（じきにゅうけん）と称する書院座敷。寛政11年（1799年）の棟札がある。遠州が建てた直入軒が焼失した後に、近衛家の「河原御殿」の建物を移築して書院としたとされるが確かなことは分からない。建物の西南に位置する八畳間が主室である。主室の北に接して茶室山雲床（さんぬんじょう）がある。四畳半台目の書院風茶室で、遠州作になる龍光院の茶席「密庵（みったん）」に似るが、違い棚や密庵床が省略されているところから、不昧が密庵を範として再構成したものと考えられている。席名「山雲床」は碧巌録の「話尽山雲海月情」から採ったと伝える。

## 庭園
方丈南庭は、直線的な刈り込みを配した幾何学的な庭で船岡山を借景とする。方丈西側の書院南庭は刈り込みを配して近江八景の景色を表現した庭である。国の史跡・名勝に指定されている。中央に据えられた「寄せ燈篭」は石造物の残欠を集めて作ったことからこの名がある。
北門から玄関に至るアプローチも見どころのひとつ。門前に架けられた長さ一間ほどの石橋の雅趣に富んだ造形、まっすぐ伸びる延段の石の構成の巧みさなどに遠州の優れた造形感覚が窺える。

## 文化財

### 国宝
井戸茶碗　銘・喜左衛門
朝鮮王朝時代（15 - 16世紀）の作。「井戸茶碗」は朝鮮半島では日用雑器として作られた茶碗を日本の茶人が茶器に見たてたもの。この「喜左衛門井戸」は、井戸茶碗と称される一群の茶碗の中でも古来名品と称され、江戸時代から著名なものである。高台周囲の「梅花皮」（かいらぎ）と称する景色が見所である。大名茶人として知られる松江藩主・松平不昧をはじめとして、この茶碗の所持者が相次いで腫物を病んだために不昧没後にゆかりの寺である孤篷庵に寄進され現在に至る。

### 重要文化財
- 本堂（方丈）、書院および忘筌（3棟）
- 大燈国師（宗峰妙超）墨蹟

### 史跡・名勝
- 孤篷庵庭園

### その他の文化財
- 小堀遠州像 - 晩年の遠州の姿を想像して描かれたもので、上部に遠州の参禅の師である春屋宗園の賛がある。
- 達磨図 - 雪舟と同じく周文に師事した墨谿筆の達磨図で、衣服にみる力強く野太い筆線描写は墨谿画の特徴のひとつである。

## アクセス
- 京都市バス・46系統・6系統・北8系統などで佛教大学前下車、徒歩2分。
- JR京都駅・京都市営地下鉄北大路駅などから京都市バス・千本北大路下車、徒歩6分。船岡山下車で徒歩8分、登り坂となるので帰路の利用に良い。大徳寺前下車だと徒歩17分。